# Paratropus caswelli
Paratropus caswelli är en skalbaggsart som först beskrevs av Thérond 1962.  Paratropus caswelli ingår i släktet Paratropus och familjen stumpbaggar. Inga underarter finns listade i Catalogue of Life.